# Giải vô địch bóng đá thế giới 1930 (Bảng 3)
Bảng 3 Giải vô địch bóng đá thế giới 1930 bắt đầu từ ngày 14 tháng 7 năm 1930 và kết thúc vào ngày 21 tháng 7 năm 1930. Uruguay đứng đầu bảng và giành quyền chơi trận bán kết. România và Peru đều bị loại.

## Bảng xếp hạng
| Đội     | Pld | W | D | L | GF | GA | GD | Pts |
| ------- | --- | - | - | - | -- | -- | -- | --- |
| Uruguay | 2   | 2 | 0 | 0 | 5  | 0  | +5 | 4   |
| România | 2   | 1 | 0 | 1 | 3  | 5  | −2 | 2   |
| Perú    | 2   | 0 | 0 | 2 | 1  | 4  | −3 | 0   |

## România vs Peru
| România                            | 3–1      | Perú               |
| ---------------------------------- | -------- | ------------------ |
| Deşu 1' · Stanciu 79' · Kovács 89' | Chi tiết | Souza Ferreira 75' |

| GK                      |  | Ion Lǎpușneanu      |
| DF                      |  | Rudolf Bürger       |
| DF                      |  | Adalbert Steiner    |
| MF                      |  | Alfred Eisenbeisser |
| MF                      |  | Emerich Vogl (c)    |
| MF                      |  | László Raffinsky    |
| FW                      |  | Miklós Kovács       |
| FW                      |  | Adalbert Deșu       |
| FW                      |  | Rudolf Wetzer       |
| FW                      |  | Constantin Stanciu  |
| FW                      |  | Ștefan Barbu        |
| Huấn luyện viên trưởng: |  |                     |
| Constantin Rădulescu    |  |                     |

| GK                      |  | Juan Valdivieso        |     |
| DF                      |  | Mario de las Casas     |     |
| DF                      |  | Alberto Soria          |     |
| MF                      |  | Plácido Galindo (c)    | 70' |
| MF                      |  | Domingo García         |     |
| MF                      |  | Alberto Denegri        |     |
| FW                      |  | Julio Lores            |     |
| FW                      |  | Alejandro Villanueva   |     |
| FW                      |  | José María Lavalle     |     |
| FW                      |  | Demetrio Neyra         |     |
| FW                      |  | Luis de Souza Ferreira |     |
| Huấn luyện viên trưởng: |  |                        |     |
| Francisco Bru           |  |                        |     |

| Trợ lý trọng tài: John Langenus (Bỉ) Francisco Mateucci (Uruguay) |

## Uruguay vs Peru
| Uruguay    | 1–0      | Perú |
| ---------- | -------- | ---- |
| Castro 65' | Chi tiết |      |

| GK                      |  | Enrique Ballestrero  |
| DF                      |  | Domingo Tejera       |
| DF                      |  | José Nasazzi (c)     |
| MF                      |  | José Leandro Andrade |
| MF                      |  | Lorenzo Fernández    |
| MF                      |  | Álvaro Gestido       |
| FW                      |  | Santos Urdinarán     |
| FW                      |  | Héctor Castro        |
| FW                      |  | Pedro Petrone        |
| FW                      |  | Pedro Cea            |
| FW                      |  | Santos Iriarte       |
| Huấn luyện viên trưởng: |  |                      |
| Alberto Suppici         |  |                      |

| GK                      |  | Jorge Pardon           |
| DF                      |  | Mario de las Casas     |
| DF                      |  | Antonio Maquilón (c)   |
| MF                      |  | Plácido Galindo        |
| MF                      |  | Alberto Denegri        |
| MF                      |  | Eduardo Astengo        |
| FW                      |  | Julio Lores            |
| FW                      |  | Alejandro Villanueva   |
| FW                      |  | José María Lavalle     |
| FW                      |  | Demetrio Neyra         |
| FW                      |  | Luis de Souza Ferreira |
| Huấn luyện viên trưởng: |  |                        |
| Francisco Bru           |  |                        |

| Trợ lý trọng tài: Thomas Balvay (Pháp) Henri Christophe (Bỉ) |

## Uruguay vs România
| Uruguay                                         | 4–0      | România |
| ----------------------------------------------- | -------- | ------- |
| Dorado 7' · Scarone 24' · Anselmo 30' · Cea 35' | Chi tiết |         |

| GK                      |  | Enrique Ballestrero  |
| DF                      |  | Ernesto Mascheroni   |
| DF                      |  | José Nasazzi (c)     |
| MF                      |  | José Leandro Andrade |
| MF                      |  | Lorenzo Fernández    |
| MF                      |  | Álvaro Gestido       |
| FW                      |  | Pablo Dorado         |
| FW                      |  | Héctor Scarone       |
| FW                      |  | Peregrino Anselmo    |
| FW                      |  | Pedro Cea            |
| FW                      |  | Santos Iriarte       |
| Huấn luyện viên trưởng: |  |                      |
| Alberto Suppici         |  |                      |

| GK                      |  | Ion Lǎpuşneanu      |
| DF                      |  | Rudolf Bürger       |
| DF                      |  | Iosif Czako         |
| MF                      |  | Alfred Eisenbeisser |
| MF                      |  | Emerich Vogl (c)    |
| MF                      |  | Corneliu Robe       |
| FW                      |  | Miklós Kovács       |
| FW                      |  | Adalbert Deșu       |
| FW                      |  | Rudolf Wetzer       |
| FW                      |  | László Raffinsky    |
| FW                      |  | Ștefan Barbu        |
| Huấn luyện viên trưởng: |  |                     |
| Constantin Rădulescu    |  |                     |

| Trợ lý trọng tài: Alberto Warnken (Chile) Ulises Saucedo (Bolivia) |